# Lo zio dello scimpanzé
Lo zio dello scimpanzé (The Monkey's Uncle) è un film del 1965 diretto da Robert Stevenson.